# Калман Шовари
Калман Шовари (мађ. Sóvári (Schäffer) Kálmán; Будимпешта, 21. децембар 1940 — 16. децембар 2020) је био мађарски фудбалски репрезентативац који је играо на позицији одбрамбеног играча. Играо за Мађарску репрезентацију на Светском првенству у фудбалу 1962. године и Светском првенству у фудбалу 1966. године.

## Каријера

### Клуб
У Ујпешту је почео да игра 1954. године, где је у НБ1 дебитовао 1958. године. Био је члан шампионског тима у сезони 1959/60. Поред тога, са Ујпешт Дожом је освојио 4 првенствена друга и 2 трећа места у првенству. У сезони 1961/62 КЕК је био члан тима Ујпешта који је стигао до полуфинала. Године 1969. прелази у ВМ Еђетертеш, где завршава активну фудбалску каријеру 1973. године.

### Репрезентација
Између 1960. и 1966. у репрезентацији се појавио 17 пута. Године 1962. био је члан чилеанске репрезентације на Светском првенству, али није играо, играо је само на две квалификационе утакмице. Учествовао је и на Светском првенству 1966. у Енглеској и играо је као леви бек у првој утакмици групе и то му је уједно била и задња репрезентативна утакмица. После пораза од Португалије са 3 : 1 у осталим мечевима га је заменио Густав Сепеши. После Светског првенства више није био позиван у репрезентацију.

## Достигнућа
- Мађарско првенство:
  - шампион: |1959/60.
- Куп победника купова у фудбалу (BEK)
  - полуфинале: 1961/62.
- Куп сајамских градова (KСГ)
  - четвртфинале: 1963/64., 1965/66.
- Ујпештова кућа славних (1985)